# Marcel Grignon
Marcel Grignon (* 9. November 1914 in Paris; † 6. Juni 1990 in Crosne) war ein französischer Kameramann, einer der routiniertesten Fotografen des heimischen Unterhaltungsfilms der Nachkriegszeit, der vor allem für seine Arbeiten an diversen hochprofitablen Louis-de-Funès-Komödien der 1960er Jahre in Erinnerung geblieben ist.

## Leben und Wirken
Grignon hatte sich 1931 an der ‘École Technique de Photographie et de Cinématographie’ in seiner Heimatstadt Paris ausbilden lassen und arbeitete seit 1933 als Kamera-Assistent (u. a. unter Harry Stradling Sr.) in den ‘Pathé-Nathan’-Studios. Von 1935 bis 1937 und 1939/40 war er in der Filmabteilung der französischen Streitkräfte beschäftigt. Zwischendurch konnte er als Chefkameramann einige kurze Kinofilme fotografieren. Die Befreiung von Paris im Sommer 1944 hielt Grignon für eine gleichnamige Filmdokumentation fest. 21 Jahre später sollte er auch für einen hochkarätig besetzten Kinofilm, der das Ende der deutschen Besetzung der französischen Hauptstadt nacherzählte, Brennt Paris?, hinter der Kamera stehen. Für die dort gezeigte Leistung erhielt er 1967 eine Oscar-Nominierung.
1945 begann er mit Wenn der Himmel versagt, einem amüsant-besinnlichen Stück vom Wettkampf zwischen Engel und Teufel um ein junges Liebespaar, seine Nachkriegskarriere als Chefkameramann für Spielfilme. In den folgenden dreieinhalb Jahrzehnten fotografierte Grignon eine lange Reihe konventioneller Unterhaltungsfilme – Melodramen und Komödien, Kriminalreißer und Actionabenteuer, Kriegs- und Kostümfilme. Es handelte sich dabei stets um solide Unterhaltung ohne jeden größeren künstlerischen Anspruch aber mit einem Höchstmaß an professioneller Routine umgesetzt.
In den 1960er Jahren arbeitete Grignon vor allem an kassenträchtigen Historien- und Actionfilmen mit Jean Marais und Frederick Stafford sowie, vor allem in der zweiten Hälfte dieses Jahrzehnts, an Komödien mit dem Kassenmagneten Louis de Funès. In den 1970er Jahren ließ Grignon seine Karriere langsam ausklingen mit einer Reihe von während des Zweiten Weltkriegs spielenden Landser-Lustspielen aus der Hand des Schauspielers und Regisseurs Robert Lamoureux.

## Filmografie (Auswahl)
- 1937: Il est un petit pays (mittellanger Dokumentarfilm, auch Auftritt)
- 1938: Frères corses (Kurzfilm)
- 1939: Quartier Latin (Kurzfilm)
- 1944: La libération de Paris (Dokumentarfilm)
- 1944: L’enfant de l’amour
- 1945: Wenn der Himmel versagt (La tentation de Barbizon)
- 1945: Ich fand einen Engel (L’ange qu’on m’a donné)
- 1946: La septième porte
- 1946: Jeux de femmes
- 1947: Le village perdu
- 1947: Le mannequin assassinée
- 1948: Das Geheimnis der fünf Tulpen (Les cinq tulipes rouges)
- 1949: Millionnaire d’un jour
- 1949: Mission à Tangiers
- 1949: La cage aux filles
- 1950: Dein Weg ist Dir bestimmt (Quai de Grenelle)
- 1950: Die naive Sünderin (Minne, l’ingénue libertine)
- 1951: Die Taverne von New Orleans (Adventures of Captain Fabian)
- 1951: Chefarzt Dr. Delius (Un grand patron)
- 1951: Abenteuer in Venedig (Massacre en dentelles)
- 1952: Les femmes sont des anges
- 1952/53: Liebe im Kreise (Rue de l’estrapade)
- 1953: Der Arzt und das Mädchen (Le guérisseur)
- 1953: Abenteuer der drei Musketiere (Les trois mousquetaires)
- 1953: Liebe ohne Gnade (L’esclave)
- 1954: Wer nimmt die Liebe ernst ? (Cadet rousselle)
- 1955: Frauen in Erpresserhänden (Chantage)
- 1955: Die blonde Hexe (La sorcière)
- 1956: Mitsou und die Männer (Mitsou)
- 1957: Die Liebe gehört mir (La garçonne)
- 1957: Die Pariserin (Une parisienne)
- 1957: Nacht über Paris (Rafles sur la vie)
- 1958: Die Ratten von Paris (Jeux dangereux)
- 1958: Traumland Goldener Westen (L’Amérique vue par un français, Dokumentarfilm)
- 1959: Ritter der Nacht (Le bossu)
- 1959: Gefährliche Liebschaften (Les Liaisons dangereuses)
- 1959: Der Favorit der Zarin (Le secret du chevalier d’Éon)
- 1960: Brasilianische Rhapsodie (Os bandeirantes)
- 1960: Mein Schwert für den König (Le capitan)
- 1960: Taxi nach Tobruk (Un Taxi pour Tobrouk)
- 1960: Fracass, der freche Kavalier (Le capitaine Fracasse)
- 1961: Im Zeichen der Lilie (Le miracle des loups)
- 1961: Das Haus der Sünde (Maléfices)
- 1961: Horace 62
- 1961: Ein Mädchen sprang ins Wasser (Auguste)
- 1962: Der Graf mit der eisernen Faust (Les mystères de Paris)
- 1963: Laster und Tugend (Le vice et la vertu)
- 1964: 100.000 Dollar in der Sonne (Cent mille dollars au soleil)
- 1964: Bei Oscar ist ’ne Schraube locker (Une souris chez les hommes)
- 1964: Die Unmoralischen (Le grain de sable)
- 1964: Fantomas
- 1964: Irrwege der Leidenschaft (Rapture)
- 1965: Brennt Paris? (Paris brûle-t-il?)
- 1965: OSS 117 – Pulverfaß Bahia (Furia à Bahia pour OSS 117)
- 1966: OSS 117 – Teufelstanz in Tokio (Atout cœur à Tokyo pour OSS 117)
- 1966: Haie bitten zu Tisch (Estouffade a la Caraïbe)
- 1966: Fantomas bedroht die Welt (Fantômas contre Scotland Yard)
- 1967: Balduin, der Ferienschreck (Les Grandes vacances)
- 1967: Der goldene Schlüssel (L'homme qui valait des milliards)
- 1968: Ein Mann wie Hiob (The Fixer)
- 1968: Geier können warten (Les étrangers)
- 1968: Balduin, der Heiratsmuffel (Le gendarme se marie)
- 1968: Balduin, das Nachtgespenst (Le Tatoué)
- 1969: Onkel Paul, die große Pflaume (Hibernatus)
- 1970: Madron
- 1972: Mord bleibt Mord (Un meurtre est un meurtre)
- 1972: Shaft in Afrika
- 1973: Wo bitte ist die 7. Kompanie geblieben? (Mais où est donc passé e la septième compagnie?)
- 1973: Vier Tage in der Hölle (La main à couper)
- 1974: Mensch, man kann doch keinen LKW verlieren (Impossible… pas français)
- 1975: Das Biest (La bête)
- 1975: Operation Lady Marlene (Opération Lady Marlène)
- 1975: Hurra, die 7. Kompanie ist wieder da ! (On a trouvé la septième compagnie)
- 1976: Ein Priester, ein Panzer und ein Haufen müder Landser (Le jour de gloire)
- 1977: Drei Schlappschwänze auf großer Tour (La septième compagnie au clair de lune)
- 1978: Louis’ unheimliche Begegnung mit den Außerirdischen (Le Gendarme et les extra-terrestres)
- 1979: La petite merveille
- 1980: Pourquoi pas nous?
- 1981: Sehnsucht nach dem rosaroten Chaos (Salut, j’arrive)
- 1988: Béruchet dit la boule